# Беглика (язовир)
 Тази статия е за малкия язовир Беглика.  За резервата Беглика вижте Беглика.  За големия Беглик вижте Голям Беглик.
„Беглика“ е язовир в землището на град Батак в Западните Родопи, част от каскадата Баташки водносилов път.
Разположен е непосредствено под стената на язовир „Голям Беглик“ и служи за сезонно изравняване на водите от водосбора на Беглишка река под Събирателна деривация „Беглика“. Построен е през 1954 – 1956 година с бетонна гравитачна язовирна стена с дължина на короната 73,5 метра и височина 18,3 метра. Язовирното езеро има общ обем 1,6 милиона кубични метра и залята площ 0,3 квадратни километра. Има челен преливник от два отвора по 9 метра и максимално водно количество 120 m³/s, а основният изпускател е тръба с диаметър 600 mm и капацитет 3,0 m³/s.
Язовирът е оборудван с помпена станция, чрез която водите му се нагнетяват в главната напорна деривация на ВЕЦ „Батак“. По този начин те или се подават надолу към централата, или се изкачват към язовир „Голям Беглик“ в горния край на деривацията.